# Rodgersia
Rodgersia (A.Gray, 1859) è un genere di piante appartenente alla famiglia delle Saxifragaceae, originario dell'Asia orientale.
Il nome del genere è stato scelto dal botanico Asa Gray che, quando lo classificò per la prima volta, decise di intitolarlo all'ammiraglio John Rodgers, a capo della spedizione che scoprì la prima specie.

## Descrizione

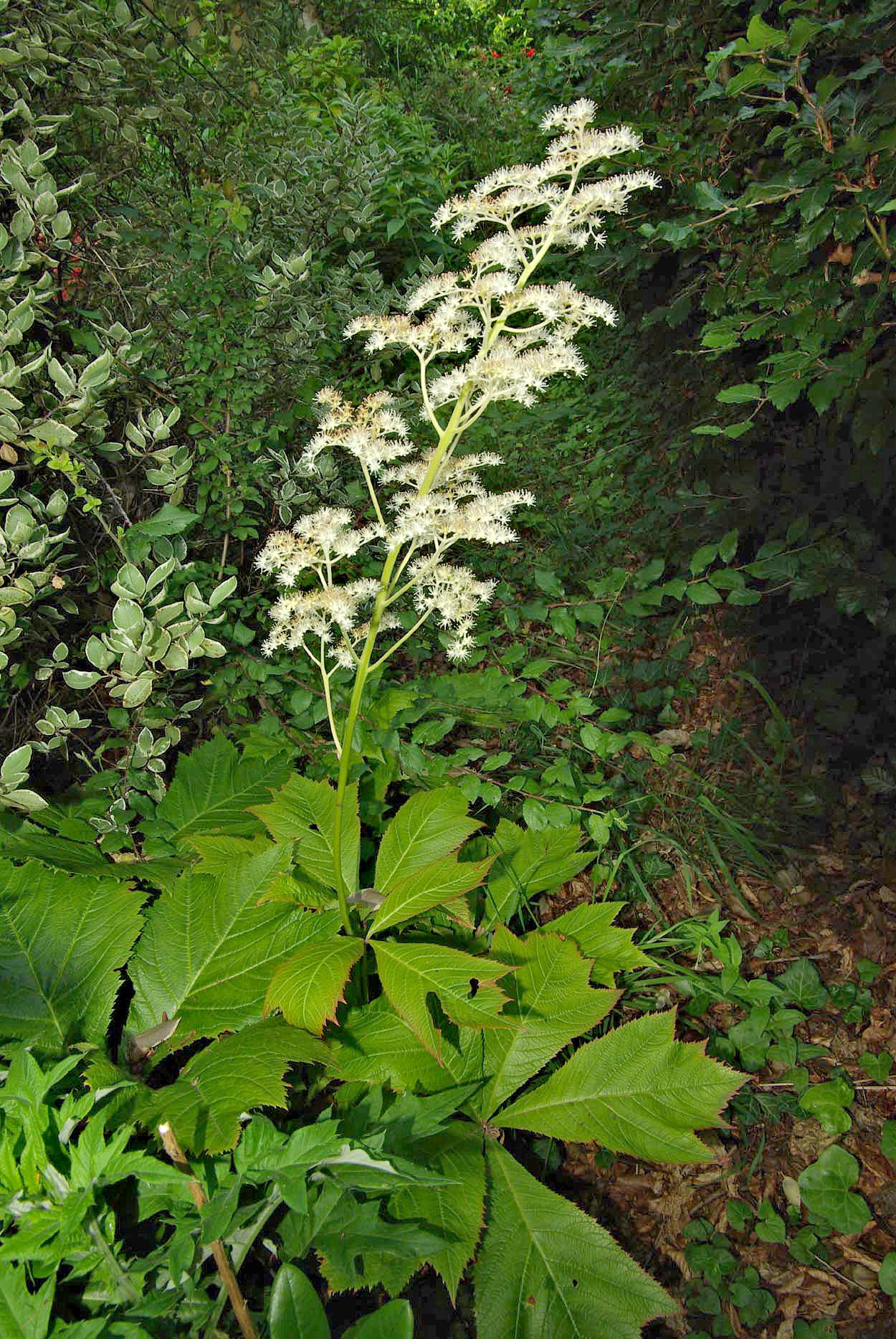
Esemplare di Rodgersia podophylla.

Gli spessi rizomi si diffondono appena sotto la superficie del suolo. A seconda della specie possono ricoprire anche vaste aree.
I steli robusti delle foglie raggiungono un'altezza media di circa un metro, ma questo dipende dalla varietà e dalle condizioni di crescita. Gli steli fiorali si innalzano al di sopra del fogliame e le pannocchie dei fiori, sebbene prive di veri petali, sono spettacolari e colorate essendo bianche, crema, rosa o rosse tranne che in R. nepalensis che sono di colore giallo verdolino.
Oltre che per le fioriture sono molto apprezzate nel giardinaggio per il colore bronzato che assumono le foglie durante la stagione autunnale.

## Distribuzione e habitat
Sono piante originarie dell'Estremo Oriente, particolarmente diffuse nell'area compresa tra la catena dell'Himalaya, l'Indocina e l'arcipelago giapponese.
Si tratta di piante erbacee perenni, che nei loro habitat nativi crescono lungo i ruscelli e in boschi ombrosi e umidi.

## Tassonomia
Attualmente sono accettate 5 specie:
- Rodgersia aesculifolia Batalin
- Rodgersia nepalensis Cope ex Cullen
- Rodgersia pinnata Franch.
- Rodgersia podophylla A.Gray
- Rodgersia sambucifolia Hemsl.